# Borgs 24/7
Borgs 24/7 är en svensk realityserie på streamingtjänsten Viaplay och TV3, som hade premiär den 14 januari 2025.

## Handling
Realityserien följer kändisparet Lisa Borg och Henrik Elvejord Borg bland annat via övervakningskameror. I fokus står deras relation och tittarna får se hur de stöttar varandra genom i vått och torrt.